# Richard Šmehlík
Richard Šmehlík (Ostrava, 23 gennaio 1970) è un ex hockeista su ghiaccio ceco.
Ha vinto due medaglie olimpiche nell'hockey su ghiaccio con la nazionale maschile ceca. In particolare ha conquistato la medaglia d'oro alle Olimpiadi invernali di Nagano 1998 e la medaglia di bronzo alle Olimpiadi invernali di Albertville 1992.
Ha partecipato anche alle Olimpiadi invernali 2002.
Nella sua carriera professionale ha militato in NHL, indossando le casacche di Buffalo Sabres, Atlanta Thrashers e New Jersey Devils.
Si è ritirato nel 2003.